# حركة الموشافات
حركة الموشافات ((بالعبرية: תנועת המושבים‏)؛ تنوعت هموشافيم) هي واحدة من أهم الحركات الاستيطانية في إسرائيل، التي يتم فيها تنظيم أعضاء التعاونية في موشاف أو موشاف شيتوفي .

## التاريخ
تزامن تأسيس الحركة مع إنشاء موشاف نهلال أول موشاف في إسرائيل في وادي يزرعيل عام 1920، تضم الحركة اليوم 253 موشاف من إجمالي 440 موشاف وموشاف شيتوفي في إسرائيل.
يمكن لعضو التنظيم السياسي الوصول إلى مجموعة من أدوات المساعدة المتبادلة التي تحتفظ بها حركة الموشافيم، وتشمل شركات التأمين المتباد، وصندوق المساعدة المتبادلة، وبنك الرهن العقاري للموشافات، وصندوق التقاعد والتقاعد لأعضاء الموشاف. في الماضي، أنشأت حركة موشافيم نظامًا للتعاونيات الخدمية الإقليمية لتزويد المدخلات الزراعية ولتسويق المنتجات الزراعية وتجهيزها لأعضائها. كانت هذه التعاونيات الإقليمية تشبه بشكل أساسي تلك التي أنشأتها حركة الكيبوتسات وتضمنت مرافق لشحن وتعليب الفاكهة، ومراكز خلط علف الماشية، ومصانع تجهيز الدواجن واللحوم، ومرافق فرز وتعبئة البيض، وقدرات التخزين المبردة.
حركة الموشافات، شأنها شأن جميع حركات الاستيطان في إسرائيل، هي جمعية تعاونية ثانوية أو اتحاد تعاوني يكون أعضاؤه من التعاونيات الزراعية الأساسية على مستوى القرية (موشاف وموشاف شيتوفي).

## وصلات خارجية
- موقع الحركة (بالعبرية)